# Aldi

Länder med Aldibutiker i Europa. Aldi Nord-regioner är blåa, Aldi Süd är orangefärgade.

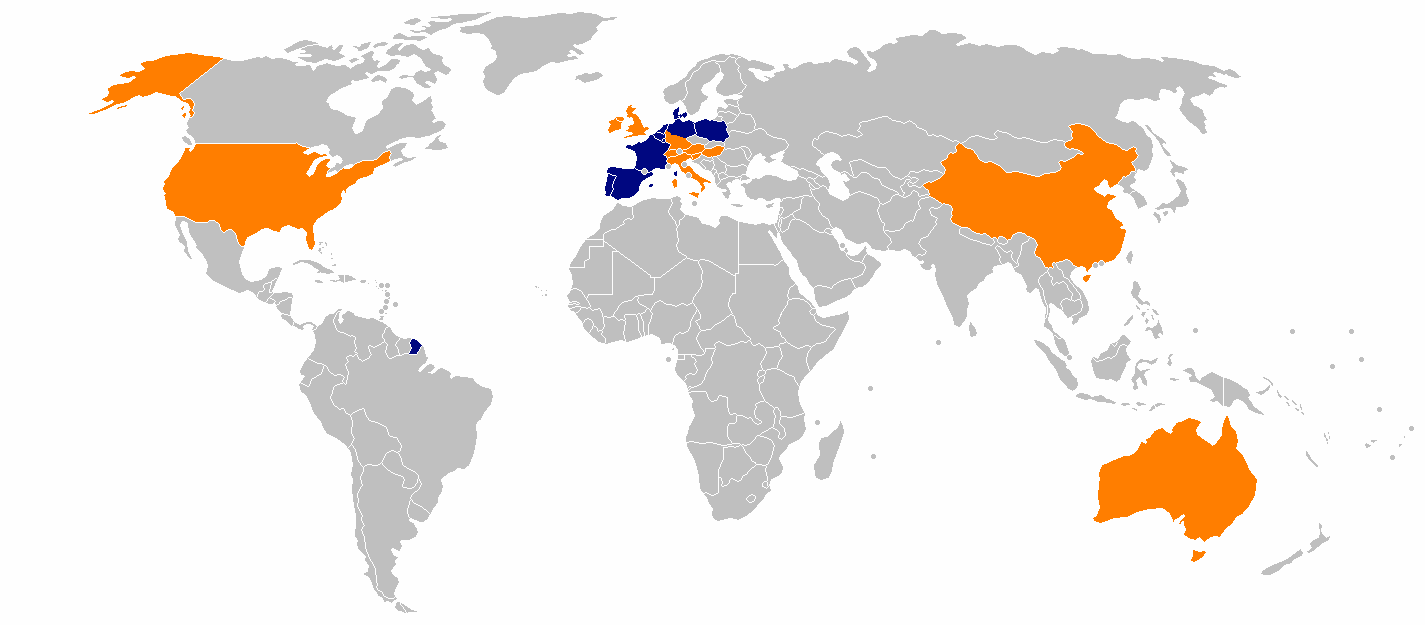
Länder där Aldi har butiker.

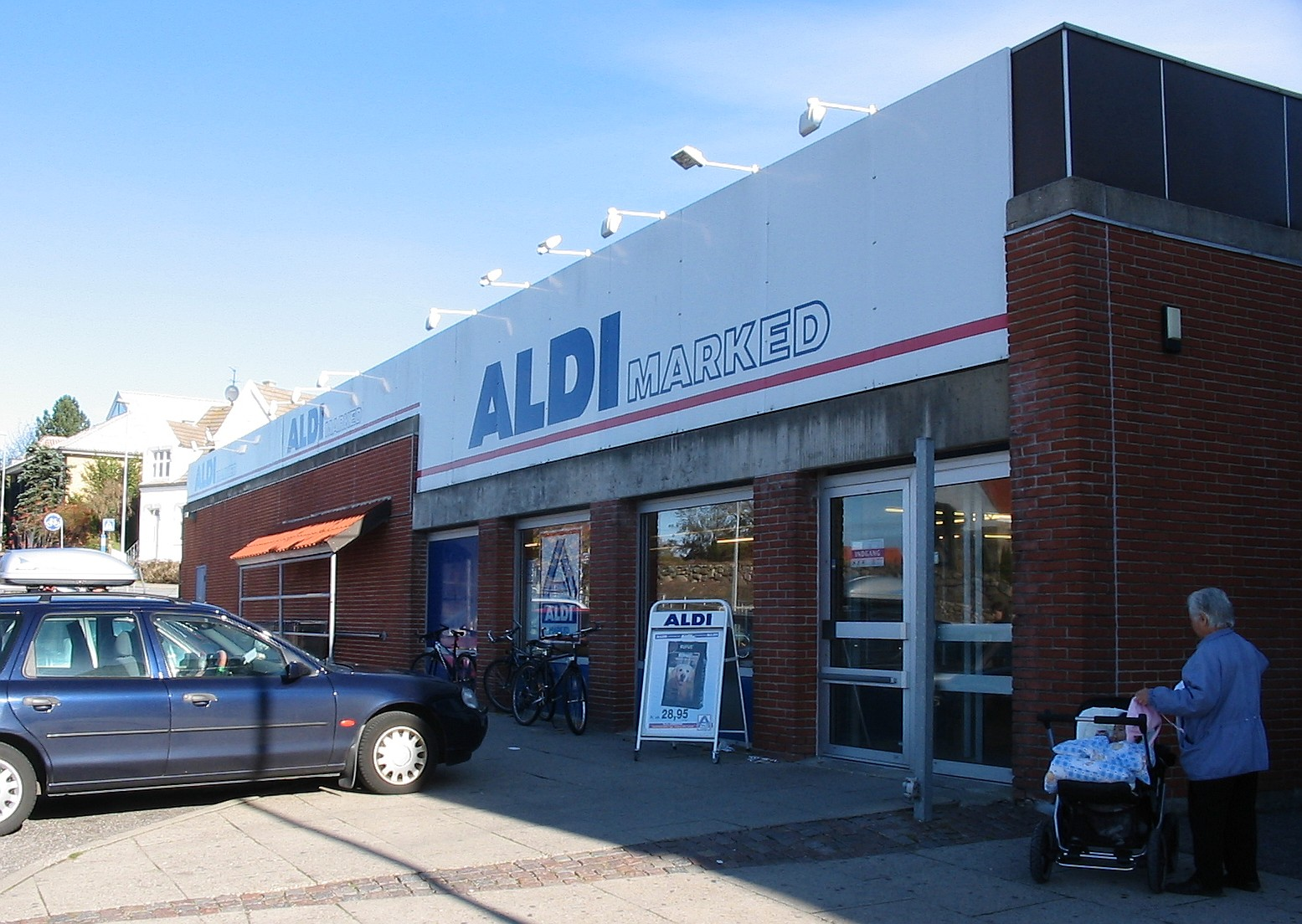
Aldi Marked i Danmark.

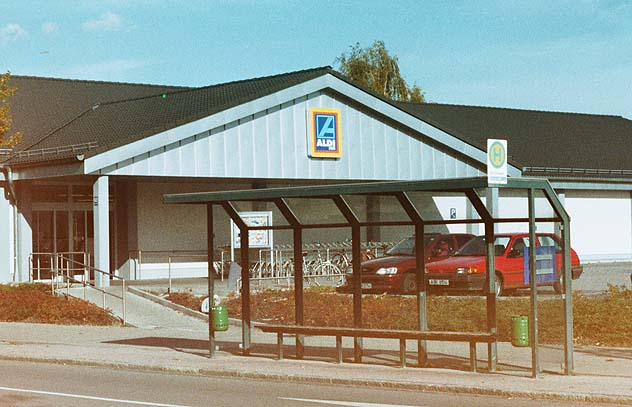
Aldi Süd i Bayern, Tyskland.

Aldi är två dagligvarukedjor av tyskt ursprung. Även om de ofta betraktas som en kedja är den två kedjor som delar namn. Aldi står från början för Albrecht-Diskont. Tillsammans står de för en stor del av Tysklands och EU:s livsmedelsförsäljning.
Aldi skapades av bröderna Karl och Theo Albrecht 1946. 1961 delades kedjan upp i två bolag, ett för var och en av bröderna: Aldi Nord och Aldi Süd. Anledningen var en dispyt kring försäljning av tobak, Aldi Nord sålde tobak, men det gjorde inte Aldi Süd (de har dock börjat sälja tobak senare). De båda företagen fick ansvar för varsin del av Västtyskland, Aldi Nord i norr och Aldi Süd i söder. 

## Affärsmetoder
Företaget är ett av de dominerade på den tyska lågprismarknaden vad gäller livsmedel och har ett stort butiksnät. Man agerar under namn som Hofer, Aldi & Trader Joe's. Totalt finns mer än 10 000 butiker. De är fullständigt familjeägda. En stor andel av varorna är egna märkesvaror (dock ej alla). Det gör att man har en stark förhandlingsposition gentemot producenter. En effekt är dock att konsumenten inte kan välja mellan olika typer av produkter inom samma kategori. Man har etablerat sig utanför Tyskland. Aldi är Tysklands största försäljare av vin, de säljer även öl och sprit. Utanför Storbritannien, USA och Frankrike accepterar aldi i allmänhet inte kreditkort. Aldi Suisse blev ett av världens första företag att acceptera Apple pay under 2016. Gåvokort måste alltid betalas kontant. Man har i perioder sålt datorer, ett exempel är datorn Aldi-C16 som våren 1986 var till salu för 149 DM, vilket då ledde till att den sålde slut inom timmar. 
Affärerna är nästan alltid i ett plan. Man har sparsamt med annonser, förutom veckoblad. I USA betalar man i allmänhet betydligt högre lön till de anställda än den minimilön som annars är bruklig eller mycket vanlig.
2013 hamnade företagen tillsammans med många andra i hästköttskandalen. 2015 råkade man sälja kött med felaktig förpackningsmärkning.

## Geografi
Aldi Nord finns i följande länder:
- Norra Tyskland (inklusive före detta Östtyskland)
- Belgien
- Frankrike
- Luxemburg
- Nederländerna
- Polen
- Portugal
- Spanien

Aldi Süd finns i följande länder:
- Södra Tyskland
- Australien
- Grekland
- Irland
- Italien
- Schweiz
- Slovenien (under namnet Hofer)
- Storbritannien
- Ungern
- USA
- Österrike (under namnet Hofer)